# Distelgalboorvlieg
De akkerdistelgalboorvlieg (Urophora cardui) is een soort vlieg die algemeen voorkomt in Nederland en België.

## Beschrijving
De lengte is ongeveer 5 tot 7 millimeter, maar het vliegje is aan zijn markante uiterlijk makkelijk te herkennen. Het borststuk en achterlijf zijn zwart, het borststuk is glanzend en vaak iets lichter. De achterzijde van het borststuk is geel gekleurd, de kop is bruin en de ogen groen-achtig. De ovipositor of legboor is bijna 2 millimeter lang. Kenmerkend is de tekening van de vleugels. Als de vlieg met de kop naar boven zit, hebben de vleugels een brede zwarte bandering. Als de vleugels tegen elkaar worden gehouden, nemen de strepen een Ω-achtig patroon aan, met horizontaal verlengde pootjes die naar binnen en naar onderen afbuigen. Als de vleugels op de rug gevouwen worden zijn twee cirkels zichtbaar.

## Voortplanting
Misschien nog wel kenmerkender dan de vlieg zijn de gallen, die ontstaan nadat een vrouwtje een eitje op een distel heeft afgezet, vooral de akkerdistel (Cirsium arvense) en altijd in de stengel. De distelgalboorvlieg zet hooguit enkele tientallen eitjes af in de distel, in groepjes van drie of vier. De larven leven in een enkele, maar centimeters grote, eivormige stengelgal, die vaak rood aanloopt.
De gal bevindt zich altijd op de stengel van de plant. Het gedeelte erboven groeit gewoon door, maar langzamer omdat een deel van de aangevoerde groeistoffen voor de ontwikkeling van de gal wordt gebruikt. Jonge planten en onvertakte stengels kunnen veel grotere gallen vormen dan oude planten en meer vertakte stengels. Distels op vochtige terreinen en in de schaduw hebben een voorkeur omdat de gallen anders kunnen uitdrogen. Als de gallen in het water terechtkomen, blijven ze drijven en zo wordt ook de soort verspreid.
Het eerste stadium (instar) brengt de larve in het ei door. Pas in het tweede instar gaat de larve eten en begint de gal te groeien. Tijdens het derde instar overwintert de larve. Rond juni en juli komen de vliegen tevoorschijn die voornamelijk teren op de als larve aangelegde reserves.